# Zdzisław Rybotycki
Zdzisław Rybotycki (ur. 31 lipca 1953) – polski piłkarz grający na pozycji pomocnika, mistrz Polski w barwach Śląska Wrocław (1977).
Piłkarzem Śląska Wrocław został w 1974. We wrocławskim klubie grał do 1977, wystąpił w 52 spotkaniach w I lidze (1 bramka), zdobywając brązowy medal mistrzostw Polski w 1975, Puchar Polski w 1976 i mistrzostwo Polski w 1977. Po odejściu ze Śląska grał jeszcze w drużynie Moto Jelcz Oława (do 1986) i Ślęzy Wrocław.